# Regiunile ultraperiferice ale Uniunii Europene
Regiunile ultraperiferice ale Uniunii Europene sunt teritoriile ultraperiferice ale statelor membre ale Uniunii Europene în care se aplică prevederile Uniunii. Acestea sunt:
- Guyana Franceză
- Guadelupa
- Martinica
- Réunion
- Azore
- Madeira
- Insulele Canare.

Statele membre pot avea alte teritorii ultraperiferice în care nu se aplică prevederile Uniunii.